# Central Espírito-Santense
Central Espírito-Santense è una mesoregione dello Stato dell'Espírito Santo in Brasile.

## Microregioni
È suddivisa in 4 microregioni:
- Afonso Cláudio
- Guarapari
- Santa Teresa
- Vitória